# Un mariage de rêve
Pour les articles homonymes, voir Easy Virtue.
Pour plus de détails, voir Fiche technique et Distribution.
Un mariage de rêve (Easy Virtue) est une comédie romantique britannique écrite et réalisée par Stephan Elliott, sortie en 2008.

## Synopsis
Larita Huntington, une Américaine, est pilote de courses dans les années 1920. À l'issue d'un Grand Prix de Monte-Carlo, elle fait la connaissance d'un jeune Anglais, John Whittaker, et l'épouse très peu de temps après. Le couple arrive en Angleterre où la jeune femme fait la connaissance de sa belle-famille, aristocrates plutôt fauchés qui espéraient un meilleur mariage pour l'héritier du nom et du domaine. Veronica Whittaker, la mère de John, ainsi que ses sœurs Hilda et Marion, détestent cette Américaine, contrairement à Jim, le père de famille, sorte d'anarchiste doux-amer mal remis de la guerre. L'une des sœurs fait des recherches sur le passé de Larita et découvre un scandale : cette femme, veuve, a été soupçonnée d'avoir empoisonné son mari alors atteint d'un cancer, mais elle a été acquittée. La rumeur se répand, le mariage s'effrite. Lors du bal de Noël les invités tournent le dos à Larita, mais Jim lui tend la main pour un tango inoubliable de beauté et de sensualité: l'espoir est permis pour ces deux réprouvés.

## Fiche technique
- Titre original : Easy Virtue
- Titre français : Un mariage de rêve
- Réalisation : Stephan Elliott
- Scénario : Stephan Elliott et Sheridan Jobbins (en), librement adapté de la pièce éponyme de Noël Coward
- Direction artistique : Mark Scruton
- Décors : John Beard
- Costumes : Charlotte Walter
- Photographie : Martin Kenzie
- Musique : Marius De Vries
- Production : Joseph Abrams, James D. Stern, Barnaby Thompson (en)
- Sociétés de production : Ealing Studios, Fragile films, Endgame Entertainment (en) et BBC Films
- Société de distribution : Alliance Films (Canada), Pyramide Distribution (France)
- Pays d'origine : Royaume-Uni
- Langue originale : anglais
- Format : couleur - 2.35 : 1 - 35 mm - Dolby Digital
- Genre : comédie romantique
- Durée : 97 minutes
- Lieux de tournage[1]:
  - Ealing Studios (Londres)
  - Flintham (Nottinghamshire) : manoir des Whittaker
  - Wimpole Hall (Cambridgeshire) : manoir des Hurst
  - Englefield House (Berkshire) : Monte Carlo
- Dates de sortie :
  -  Canada : 8 septembre 2008 (Festival de Toronto)
  -  Royaume-Uni : 7 novembre 2008
  -  France : 6 mai 2009
  -  Canada : 22 mai 2009
  -  Belgique : 26 août 2009

## Distribution

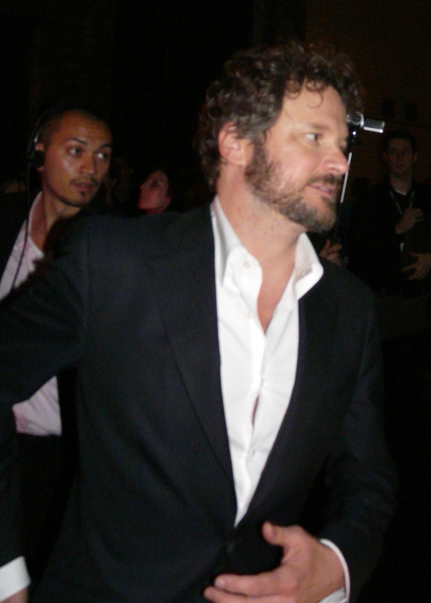
L'acteur anglais Colin Firth à la première du film au TIFF 2008.

- Jessica Biel (VF : Marie Zidi) : Larita Whittaker
- Ben Barnes (VF : Alexis Tomassian) : John Whittaker
- Kristin Scott Thomas (VF : Danièle Douet) : Madame Veronica Whittaker
- Colin Firth (VF : Gabriel Le Doze) : Monsieur Jim Whittaker
- Kimberley Nixon (VF : Chloé Berthier) : Hilda Whittaker
- Katherine Parkinson (VF : Dorothée Pousséo) : Marion Whittaker
- Kris Marshall (VF : Boris Rehlinger) : Furber
- Christian Brassington (VF : Cédric Dumond) : Phillip Hurst
- Charlotte Riley (VF : Laura Blanc) : Sarah Hurst
- Jim McManus : Jackson
- Pip Torrens (VF : Bernard Alane) : Lord Hurst
- Joanna Bacon : le cuisinier
- Maggie Hickey : Millie la femme de chambre
- Georgie Glen : Mrs. Landrigin
- David Longstaff : le révérend Burton
- Michael Archer : Warwick Holborough
- Rebel Penfold-Russell (en) : Madame Winston

## Production
La majorité des chansons de la bande sonore ont été écrites par Noël Coward, auteur de la pièce que le film adapte. When The Going Gets Tough, The Tough Get Going, clôturant le film, est cependant une chanson de Billy Ocean de 1986, arrangée dans un style jazz années 1920, et chantée par Colin Firth, Ben Barnes, Jessica Biel, et Andy Caine.

## Comparaison avec le film de Hitchcock
Le film de 1927, dû à Alfred Hitchcock et qui portait le même titre original, ne durait que 58 minutes mais était consacré pour presque la moitié au premier mariage de Larita avec l'artiste qu'elle amenait au suicide (dans le film de 2008, elle l'aidait à se suicider), au procès qui s'ensuivait (elle y était lavée de l'accusation d'homicide, mais condamnée pour adultère), à son voyage sur la Côte d'Azur où elle faisait la connaissance de John, et finalement à l'arrivée du couple en Angleterre dans la luxueuse propriété de sa belle-famille. Le film de 2008 commence pour sa part avec l'arrivée du couple à la villa et se poursuit pendant 90 min.
À partir de ce moment les deux films commencent une histoire parallèle, même si le film muet de 1928 se montre beaucoup plus concis. C'est-à-dire que la belle et intelligente Américaine Larita (Jessica Biel) se voit en butte à la famille dont John Whittaker est le rejeton, jusqu'au moment où son passé sera découvert : le procès, le vrai motif de la mort du premier mari (suicide et non pas cancer comme le prétendait Larita), conduisant John à renoncer à Sarah, comme dans le film d'Alfred Hitchcock. Mais dans cette nouvelle version, Larita est amenée à abandonner la villa, et le père de John (Colin Firth) s'enfuit avec elle, alors que dans le film de 1928 elle était contrainte de faire face à un nouveau procès pour adultère.